# Lophophora (můry)
Lophophora je rod australských můr z čeledi Noctuidae. Zahrnuje celkem pět druhů.

## Druhy
- Lophophora clanymoides
- Lophophora evan
- Lophophora latipennis
- Lophophora polycyma
- Lophophora thaumasalis